# 圣塞波尔克罗
圣塞波尔克罗（義大利語：Sansepolcro），是意大利托斯卡纳大区阿雷佐省的一个市镇。总面积91.48平方公里，人口16365人，人口密度178.9人/平方公里（2009年）。ISTAT代码为051034。

## 友好城市
- 瑞士纳沙泰尔
- 法國讷沃迈松
- 錫尼